# Mepixanox
Il mepixanox è un analettico respiratorio dotato anche di attività broncodilatatrice. In Italia il farmaco è stato venduto dalla società Formenti con il nome commerciale di Pimexone nella forma farmaceutica di confetti contenenti 50 mg di principio attivo, in fiale da 50 mg per uso parenterale ed in gocce per uso orale al 10% di principio attivo. La sospensione dell'autorizzazione all'immissione in commercio è avvenuta nel 1999.

## Farmacodinamica
Il farmaco agisce a livello del sistema nervoso centrale (SNC) come stimolante respiratorio: comporta infatti un aumento dell'ampiezza respiratoria e, in misura minore, della frequenza respiratoria. Alle dosi terapeutiche non sembra invece esercitare alcun effetto stimolante a livello cardiocircolatorio. 
Il mepixanox sembra, infine, poter antagonizzare la depressione respiratoria da barbiturico.

## Farmacocinetica
Il mepixanox viene assorbito rapidamente dal tratto gastroenterico dopo somministrazione orale. La biodisponibilità della molecola si aggira intorno al 70% e il picco di concentrazione plasmatica (Cmax) è raggiunto entro 1 ora (Tmax) dall'assunzione. Il farmaco viene quasi completamente metabolizzato a livello della ghiandola epatica. L'emivita di eliminazione è di circa 2 ore dopo somministrazione orale e di circa 3 ore dopo somministrazione per via endovenosa. Il mepixanox è eliminato principalmente attraverso l'emuntorio renale.

## Tossicologia
Studi sperimentali eseguiti sul topo hanno messo in evidenza valori della DL50 pari a 70–73 mg/kg peso corporeo, quando somministrato per via intraperitoneale, di 161 mg/kg per os, e infine di 16 mg/kg a seguito di somministrazione endovenosa.

## Usi clinici
Il mepixanox trova indicazione come coadiuvante nei soggetti affetti da insufficienza respiratoria, broncopneumopatia cronica ostruttiva (bronchite cronica, enfisema polmonare), in particolare nei pazienti che presentano depressione dei centri respiratori conseguente a ipercapnia ed in coloro che debbono ricorrere all'ossigenoterapia a lungo termine. Può essere inoltre utilizzato nelle insufficienze cardiorespiratorie indotte dall'anestesia generale.

## Effetti collaterali e indesiderati
La documentazione sugli effetti avversi del farmaco è carente. Apparentemente non vi è riscontro di comparsa di effetti collaterali sino a valori plasmatici di farmaco pari a 500 ng/ml (ovvero valori 5 volte superiori ai livelli terapeutici di 100 ng/ml).
Sono state comunque segnalate reazioni avverse da ipersensibilità ed in particolare la comparsa di eczemi e dermatiti.

## Controindicazioni
Il composto è controindicato nei soggetti con ipersensibilità individuale nota al principio attivo oppure ad uno qualsiasi degli eccipienti presenti nella formulazione farmaceutica. Non deve essere utilizzato in caso di sovradosaggio da oppiacei. nelle donne in stato di gravidanza l'uso del farmaco è limitato ai casi di effettiva necessità.

## Dosi terapeutiche
Nei soggetti adulti il mepixanox può essere somministrato per via orale alle dosi di 50 mg, 3 volte o più al giorno. Qualora sia richiesta un'azione più rapida può essere somministrato per via endovenosa lenta (in almeno 3-4 minuti), alle dosi di 50–100 mg, 1 o 2 volte al giorno. È possibile ricorrere anche all'iniezione intramuscolare, alle dosi di 50 mg, 2 o 3 volte al giorno. 
Un'ulteriore possibilità è data dalla somministrazione per fleboclisi: 50–250 mg in 100-250 ml di soluzione fisiologica o di glucosata al 5%, una o più volte al giorno.